# Lichtfliese
Eine Lichtfliese ist ein flaches, meist quadratisches Leuchtelement. Es kann für die Innenbeleuchtung wie eine Wand- oder Bodenfliese verwendet werden und verschiedenfarbiges Licht zur Geltung bringen. Die Lichtfliese eignet sich auch zum Einbau in Möbel. Mittels Elektrolumineszenz-Folien ist es möglich, vollständig und gleichmäßig ausgeleuchtete Elemente herzustellen.  Mit LED bzw. OLED beleuchtete Elemente sind im Schichtaufbau komplexer und dicker.  Aus Lichtfliesen können auch flache Leuchttische hergestellt und wandgroße leuchtende Bilder erzeugt werden. Auch Folienbeklebungen sind möglich und damit der Einsatz in der Werbung.